# Nashat Akram
Nashat Akram Ali (al-Hilla, 12 settembre 1984) è un calciatore iracheno, centrocampista del Al Shorta e della Nazionale irachena.

## Carriera

### Club
Nel 2000, all'età di 16 anni, Akram fa il suo debutto con la prima squadra dell'Al Shorta. Nel 2002 diventa titolare e contribuisce alla vittoria nella Umm Al-Marek Cup e al raggiungimento della finale in Coppa dell'Iraq, nella quale l'Al-Shorta è sconfitto dall'Al-Talaba. Akram viene poi nominato miglior giovane asiatico dell'anno.
Nel 2003 si trasferisce all'Al-Nassr, in Arabia Saudita, dopo aver impressionato il tecnico Ljubiša Tumbaković in un'amichevole. Tuttavia l'esperienza non è positiva e Akram lascia il club a causa di una disputa sui salari non pagati.
Nel 2004 si trasferisce allora all'Al-Shabab, sempre in Arabia Saudita, con il quale vince per due volte il campionato saudita, nel 2004 e 2006, anno in cui vince anche il premio di giocatore dell'anno e giocatore straniero dell'anno.
Nell'agosto 2007 si trasferisce all'Al Ain, negli Emirati Arabi Uniti. Nel gennaio 2008, dopo un provino positivo è sul procinto di trasferirsi in Inghilterra, al Manchester City, tuttavia, a causa del fatto che l'Iraq non rientra nelle prime 70 nazioni al mondo nel ranking FIFA, il governo britannico rifiuta di concedergli il permesso di lavoro, obbligandolo a rimanere all'Al Ain.
Pochi mesi dopo, nell'aprile 2008, si trasferisce all'Al-Gharafa, in Qatar. Fa il suo debutto con la nuova maglia il 27 aprile nella Coppa del principe della Corona del Qatar, nella vittoria per 4-3 contro l'Al-Arabi, partita in cui Akram mette a segno due assist. Termina la sua esperienza all'Al-Gharafa a fine stagione, dopo aver vinto il campionato e la Coppa dell'Emiro del Qatar.
Il 19 maggio 2009 firma un contratto di tre anni con il Twente, arrivandovi a parametro zero. Il Twente vince l'Eredivisie, tuttavia la stagione di Akram non è molto positiva, disputa solo 10 partite e così il 10 giugno 2010 viene rescisso il suo contratto.
Nel novembre 2010 firma per i qatarioti dell'Al-Wakra.
Nel luglio 2011 si trasferisce invece al Lekhwiya, la squadra campione in carica in Qatar, dove rimane per un anno.

### Nazionale

#### Nazionali giovanili
Nel 2000 Akram è convocato dalla nazionale irachena Under-17 che termina al secondo posto il girone asiatico di qualificazione del Campionato di calcio asiatico Under-19. In seguito è poi convocato dall'nazionale Under-19 allenata da Adnan Hamad. Grazie anche ai suoi gol la nazionale irachena riesce a vincere il campionato asiatico U-19, ottenendo così la qualificazione per i mondiali U-20 del 2001.

#### Nazionale maggiore
Akram fa il suo debutto con la nazionale maggiore irachena il 5 ottobre 2001 all'età di 17 anni e 23 giorni in un match di qualificazione per i  mondiali 2002 contro l'Arabia Saudita.
Nel 2004 è convocato dal ct Adnan Hamad a far parte della nazionale olimpica, della quale diventa anche capitano. L'Iraq riesce a qualificarsi per i giochi olimpici di Atene, nei quali ottiene il quarto posto, perdendo la finalina per il terzo posto contro l'Italia. Subito dopo partecipa con la Nazionale maggiore alla Coppa d'Asia, nella quale l'Iraq è eliminato nei quarti di finale.
Viene poi convocato per la Coppa d'Asia 2007, nella quale, anche grazie ai suoi gol, l'Iraq si laurea campione asiatico.
Grazie alla vittoria della Coppa d'Asia l'Iraq si guadagna il diritto a partecipare alla Confederations Cup del 2009, dove l'Iraq è eliminato al primo turno. Successivamente è convocato per la Coppa d'Asia 2011, nella quale l'Iraq è eliminato ai quarti di finale.

## Vita privata
Nel 2009 il fratello Hassan viene rapito da un'organizzazione terroristica irachena, venendo poi successivamente liberato dalla polizia.

## Palmarès

### Club
- Campionato saudita: 2

Al-Shabab: 2003-2004, 2005-2006
- Campionato qatariota: 1

Al-Gharafa: 2008-2009
- Campionato olandese: 1

Twente: 2009-2010
- Coppa dell'Emiro del Qatar: 1

Al-Gharafa: 2008-2009

### Nazionale
- Campionato di calcio asiatico U-19: 1

2000
- Coppa d'Asia: 1

2007